# Sex and the City (film)
Sex and the City è un film del 2008 diretto da Michael Patrick King con Sarah Jessica Parker, Jason Lewis, Kim Cattrall, Kristin Davis e Cynthia Nixon.
Il film è uscito il 30 maggio 2008; la trama riprende personaggi e temi dell'omonima serie tv ed è ambientato tre anni dopo il finale della stessa (2004).

## Trama
Il film riprende tre anni dopo la fine della serie tv. Dopo un riassunto iniziale per spiegare brevemente cosa è successo alle protagoniste nel corso delle sei stagioni e dei tre anni intercorsi dall'ultima puntata il film ha realmente inizio. Carrie è alla ricerca di una casa in cui andare a vivere con Big, Miranda è stressata dal lavoro e non ha più rapporti sessuali con Steve, Charlotte cerca di crescere la sua bambina cinese e Samantha fa avanti e indietro da Los Angeles dove vive con Smith, a New York.
Al trentaquattresimo tentativo Carrie e Big trovano la casa dei loro sogni sulla Quinta Strada e dopo alcune indecisioni la donna decide di vendere il suo appartamento per collaborare all'acquisto della nuova casa. Qualche giorno dopo, a cena, discutendo con Big, i due decidono di sposarsi. Carrie rifiuta un anello di diamanti preferendo che lui le costruisca «un armadio gigantesco» nella nuova casa. Il giorno dopo, a pranzo, Carrie comunica a Charlotte e Miranda la notizia e nel pomeriggio telefona a Samantha, chiedendole di essere la sua damigella d'onore.
Con il passare dei giorni cominciano i preparativi per il matrimonio. Carrie sceglie il vestito, un tailleur bianco trovato in un negozio vintage, ma dopo avere posato per un servizio sulle spose quarantenni della rivista Vogue decide che indosserà il vestito che le ha regalato Vivienne Westwood. Dopo qualche indecisione Carrie trova anche il luogo del matrimonio: il piano superiore della Biblioteca di New York. Dopo una discussione con le amiche su quanto copulano in una settimana Miranda rivela che lei lo fa una volta ogni sei mesi. Quest'ultima scopre che Steve l'ha tradita: l'uomo glielo confessa una sera, scusandosi e chiedendole di perdonarlo, ma Miranda si rifiuta di farlo e se ne va di casa.
Anche Samantha comincia a dubitare del suo rapporto: Smith le regala un anello che lei avrebbe voluto pagarsi da sola e inoltre scopre di essere attratta dal vicino di casa, che vede ogni giorno con una donna diversa. Alla cena della prova prima del matrimonio Miranda incontra Steve e, presa dalla rabbia e dallo sconforto, dice a Big che sposarsi con Carrie sarebbe un errore perché rovinerebbe tutto. Questa frase provoca dei ripensamenti in Big che, quella stessa sera, al momento di scrivere le sue promesse comincia a dubitare di volersi sposare. Così il giorno dopo, davanti alla Biblioteca, chiama Carrie al cellulare, ma lei non risponde perché Lily, la figlia di Charlotte, ha infilato il telefono nella sua borsetta. Quando Carrie arriva scopre che Big non c'è e scappa via in limousine con le amiche. Per la strada incrocia la macchina di Big che stava tornando indietro; Big scende dalla macchina e Carrie gli lancia addosso i fiori del suo bouquet, scappando poi in lacrime.
Samantha non riesce ad annullare la luna di miele di Carrie in Messico, così prenota altri tre posti sul volo: le amiche partiranno insieme. Qui le quattro si confrontano sui loro desideri, sui loro rapporti idealizzati e su quello che realmente hanno. Carrie, una volta tornata a New York, riesce a tornare nel vecchio appartamento e assume come assistente Louise, una giovane ottimista nei confronti dell'amore trasferitasi da Saint Louis dopo avere rotto con il fidanzato. Carrie lentamente si riprende, Charlotte scopre di essere incinta e rivela di avere paura di perdere le cose che la rendono felice, Miranda si trasferisce a Chinatown e Samantha adotta un cane il quale, nonostante sia stato castrato, si accoppia con i cuscini.
A san Valentino Miranda decide di rivelare a Carrie che è stata lei a fare venire paura a Big; le due litigano e Carrie abbandona il ristorante in cui stavano cenando. Qualche giorno dopo fanno pace e Carrie convince Miranda a perdonare Steve; la coppia va da un consulente matrimoniale che suggerisce loro di prendersi due settimane di tempo e poi di incontrarsi sul Ponte di Brooklyn: se entrambi andranno all'incontro potranno ricominciare. Miranda fa una lista di pro e contro e alla fine i due si rimettono insieme. Passano i mesi e Charlotte, ormai al termine della gravidanza, incontra Big in un ristorante: la donna scappa, ma lui la insegue. Lei lo colpisce con le buste della spesa, ma le si rompono le acque, così Big la accompagna in ospedale con la propria auto e resta con lei fino alla nascita del bambino, nella speranza di incontrare Carrie.
La bambina nasce e i genitori la chiamano Rose; all'arrivo di Carrie, Harry le rivela che Big è rimasto lì per tutto il tempo e gli ha chiesto di comunicare alla donna che desiderava essere chiamato, in quanto aveva scritto a Carrie varie volte ma lei non gli aveva mai risposto. Carrie controlla la sua posta, ma non trova lettere di Big: poi ricorda di avere detto a Luise di mettere le email dell'uomo in un posto nel "cyberspazio" dove non avrebbe più dovuto vederle e la sua collaboratrice le aveva salvate in un file protetto dalla password Love. Carrie trova i messaggi: sono tutte lettere d'amore che Big ha ricopiato da un libro che lei gli aveva mostrato, più una scritta da lui. Carrie vorrebbe chiamarlo, ma ancora una volta non lo fa.
L'appartamento sulla Quinta Strada è stato venduto e Carrie ha solo un'ora - prima che il nuovo proprietario ne entri in possesso - per recuperare un paio di Manolo che aveva lasciato lì il giorno che Big le aveva mostrato il nuovo armadio. È lì che i due si incontrano dopo tanto ed è lì che entrambi capiscono che non possono prescindere l'una dall'altro: i due pronunciano il fatidico sì in comune, come il neosposo aveva desiderato, e Carrie indossa il suo abito bianco e le sue scarpe. Il film si conclude con le quattro amiche che escono ancora insieme, a bere cosmopolitan in un locale alla moda per festeggiare i cinquanta anni di Samantha, di nuovo single.

### Personaggi
Il cast comprende tutti i protagonisti della serie tv, più alcuni personaggi creati appositamente per il film. Il cast al completo:
- Sarah Jessica Parker nella parte di Carrie Bradshaw
- Kim Cattrall nella parte di Samantha Jones
- Kristin Davis nella parte di Charlotte York
- Cynthia Nixon nella parte di Miranda Hobbes
- Chris Noth nella parte di John James Preston (Mr. Big)
- Evan Handler nella parte di Harry Goldenblatt
- Jennifer Hudson nella parte di Louise
- Jason Lewis nella parte di Smith Jerrod
- David Eigenberg nella parte di Steve Brady
- Willie Garson nella parte di Stanford Blatch
- Mario Cantone nella parte di Anthony Marentino
- Lynn Cohen nella parte di Magda
- Candice Bergen nella parte di Enid Frick
- Gilles Marini nella parte di Dante

## Produzione

### Ideazione
(Tagline del film)
Il film riprende le vicende narrate nel telefilm, terminato nel febbraio del 2004. Appena terminata la sesta stagione il cast (soprattutto la Parker) e i produttori cominciarono a parlare di un film per il cinema che proseguisse le vicende della serie TV, e questo veniva già dato in produzione nel corso del 2004. Successivamente non se ne seppe più niente; il progetto era stato abbandonato a causa del rifiuto di Kim Cattral a partecipare alla produzione: l'attrice non accettava il fatto che la Parker avesse un compenso più alto rispetto alle altre tre protagoniste. Al contrario, Cynthia Nixon e Kristin Davis si dissero ben felici di partecipare all'eventuale progetto.
Nel novembre del 2006 cominciarono nuovamente a girare voci sul film, nonostante fosse noto che la Cattral era ben lontana dall'aver firmato un contratto. Addirittura, alcuni cominciarono ad ipotizzare che, per risolvere la questione, i produttori avrebbero deciso di non includere il personaggio di Samantha nel film, facendola morire di cancro. Si susseguirono voci contrastanti: la Parker dava già per avviata la produzione del film, la Nixon e la Davis volevano la certezza che la sceneggiatura fosse scritta da Michael Patrick King, uno dei «papà» della serie, mentre la Cattral, impegnata a teatro, smentiva di aver firmato per partecipare al progetto.

### Casting
Il 4 luglio 2007 Variety rese noto che tutte le quattro attrici avevano firmato il contratto, e che le riprese del film sarebbero poi cominciate in settembre, a New York. Il film avrà la regia di Michael Patrick King, anche sceneggiatore. L'accordo che la Cattral ha firmato la vedrà impegnata anche in una futura serie targata HBO.
Il primo degli attori secondari a firmare per il film è stato Chris Noth, che riprenderà il ruolo di Big; poco dopo anche Evan Handler ha firmato per apparire ancora nel ruolo di Harry, il marito di Charlotte. Il sito IMDB rende noto che anche Jason Lewis (Smith, fidanzato di Samantha), David Eigenberg (Steve, marito di Miranda), Mario Cantone (Anthony Marentino) e Wille Garson (Stanford Blatch) hanno tutti firmato per riprendere i loro vecchi ruoli. Anche Jennifer Hudson, vincitrice del premio oscar per Dreamgirls, parteciperà al film: interpreterà Louise, l'assistente di Carrie.

### Riprese
Le riprese del film sono iniziate a settembre del 2007 e sono terminate i primi giorni di dicembre. Secondo alcune fonti sembra che gli sceneggiatori abbiano filmato alcune sequenze, come quella in cui Charlotte gira per la città con il pancione e un'altra che mostra il matrimonio tra Carrie e Big, esclusivamente per distrarre i fans da quella che è la reale trama del film. Queste scene avrebbero potuto apparire come sogni nel film, oppure non apparire affatto. L'unico dettaglio della trama, che era stato dato per certo, è che il film era ambientato tre anni dopo la puntata finale della sesta stagione. Il cast, la troupe e i produttori hanno mantenuto il totale riserbo anche sul finale, che potrebbe anticipare dei seguiti.

## Colonna sonora
La colonna sonora del film è uscita il 27 maggio 2008 e include le seguenti canzoni:
1. Labels or Love (Fergie)
2. All Dressed in Love (Jennifer Hudson)
3. The Look of Love (Madison Park vs. Lenny B Remix) (Nina Simone)
4. New York Girls (Morningwood)
5. All This Beauty (The Weepies)
6. I Like the Way (Kaskade)
7. It's Amazing (Jem)
8. How Deep is Your Love (The Bird & the Bee)
9. The Heart of the Matter (India.Arie)
10. Auld Lang Syne (Mairi Campbell and Dave Francis)
11. Kissing (Bliss)
12. How Can You Mend a Broken Heart (Al Green feat. Joss Stone)
13. Walk This Way (Run-D.M.C. feat. Steven Tyler & Joe Perry)
14. Sex and the City Movie Theme (The Pfeifer Broz. Orchestra)

A seguito del successo commerciale della colonna sonora nel settembre dello stesso anno venne pubblicata una seconda produzione, intitolata Sex and the City, Vol. 2: More Music.

## Accoglienza

### Incassi
Nel primo fine settimana di programmazione Sex and the City ha guadagnato in Italia 1.760.735 €, risultando come secondo film più visto dopo Indiana Jones e il regno del teschio di cristallo; in America il film ha guadagnato oltre 26 milioni di dollari nel primo giorno di programmazione e quasi 57 milioni nel primo week-end: cifre che lo hanno decretato il miglior risultato di sempre per una commedia romantica, e il record di incassi per un film che, negli Stati Uniti, è vietato ai minori di 17 anni. Il film è inoltre il maggiore successo (sempre nei primi tre giorni di programmazione) tra quelli i cui protagonisti sono donne.
A livello mondiale il film ha totalizzato un incasso pari a 415.253.641 di dollari.

### Critica
Il film ha ricevuto sia buone critiche che giudizi negativi.
Al 5 giugno 2008 il sito Rotten Tomatoes riportava che il 53% del pubblico aveva dato al film un giudizio positivo. La restante parte di esso aveva dato un giudizio negativo, affermando che «Sex and the City ha perso parte della sua carica nel passaggio sul grande schermo, ma continuerà ad appassionare i fan del telefilm». Metacritic riporta invece che il film ha ricevuto un giudizio medio di 53 su 100 dalla critica, e di 6,2 su 10 dal pubblico. Il giudizio sul sito IMDB è di 4,8 su 10, basato sul giudizio di oltre diecimila utenti (5,6/10 e 116.000 utentii a Gennaio 2021).
Il film ha ricevuto dalla stampa americana critiche di qualsiasi genere: è stato definito «Il miglior film americano sulle donne finora, e probabilmente il miglior film di quest'anno», ma anche «una volgare e superficiale - e oltremodo lunga - aggiunta ad uno show che, nel corso degli anni, si è evoluto ed espanso in maniera sorprendente».
Più in generale, da molti è stata criticata l'eccessiva lunghezza del film, definito un episodio molto allungato dello show; ma il lavoro dello sceneggiatore e regista King è stato elogiato così come la recitazione delle attrici, in particolar modo della Parker e dalla Davis.
Anche in Italia il film ha ricevuto critiche contrastanti: è stato definito «non necessario, come nel caso de I Simpson espansi a film», «smielato per le giovani del passato, ironico ma ancora attuale per le donne del presente», e «più romantico che graffiante, un film nato classico, elegante, brillante, smaliziato, che non dimentica la morale». Il voto medio della critica rilevato da MyMovies è stato 3 su 5, mentre il voto del pubblico di 3,5 su 5.

## Riconoscimenti
Il film ha ricevuto la nomination come miglior film estivo agli MTV Movie Awards 2008 e il trailer ha ricevuto la nomination per il premio Golden Trailer.
Ha ricevuto il Premio YoGa come peggior film nel 2009.

## Sequel
Il 6 gennaio 2009 un annuncio di Michael Patrick King fa sapere che le quattro attrici Sarah Jessica Parker, Cynthia Nixon, Kim Cattrall e Kristin Davis hanno firmato un nuovo contratto per l'atteso sequel di Sex and the City. Sex and the City 2 è uscito nelle sale cinematografiche il 27 maggio 2010 negli Stati Uniti e il 28 maggio in Italia.